# Bibliothèque de Saint-Léonard

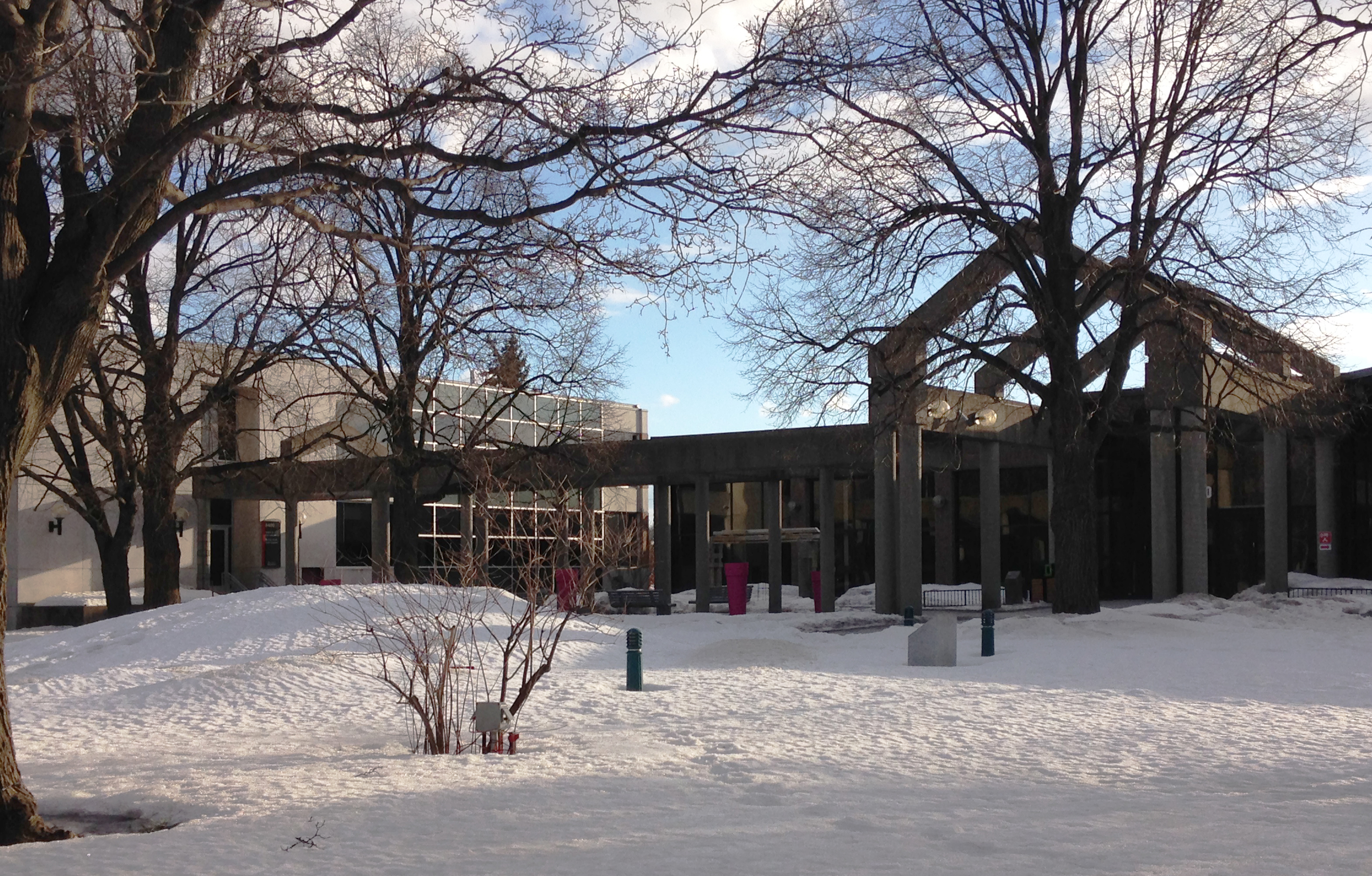
Bibliothèque et hôtel de ville de Saint-Léonard.

La bibliothèque de Saint-Léonard est une bibliothèque de l'arrondissement Saint-Léonard faisant partie du réseau des Bibliothèques de Montréal. Elle est située au 8420, boulevard Lacordaire, à Montréal, au Québec.

## Historique
En 1966, la Ville de Saint-Léonard inaugure sa toute première bibliothèque dans une maison très modeste. Elle est située au 5705, rue Jarry Est. Bien que la superficie soit de 1 300 pieds2, 3 000 livres y sont recensés. Madame Huguette Deschênes en est la fondatrice et la première directrice . Elle est reconnue pour avoir contribué à l’élaboration d’une section pour l’écoute de documents sonores, les animations de livres et le développement de la collection.
La bibliothèque municipale déménage au pavillon Saint-Léonard dans le parc Wilfrid-Bastien en 1968. Une section consacrée à la littérature jeunesse est alors créée. En 1974, l'hôtel de ville et la nouvelle bibliothèque sont inaugurés et se situent à leurs emplacements actuels. À ce moment, la bibliothèque bénéficie d’une superficie de 25 000 pieds2.
En 1979, on y aménage, dans le hall d’entrée, la Galerie Port-Maurice. Elle consiste en une salle d'exposition culturelle qui a pour mandat de diffuser les œuvres des artistes professionnels et de sensibiliser la population à l’art contemporain. Un espace mural d’exposition est également offert gratuitement afin d’y promouvoir les pratiques artistiques professionnelles et amateures.
La bibliothèque s’agrandit de nouveau, en 1984, pour atteindre une superficie de 60 000 pieds2. 
Elle fête son 50e anniversaire en 2016 et, en 2017, la bibliothèque appuie publiquement la Déclaration des bibliothèques municipales .

## Mission
La bibliothèque de Saint-Léonard partage sa mission avec celle du réseau des Bibliothèques de Montréal. Celle-ci évoque un engagement dans les quartiers en rendant accessibles la lecture, l’information, le savoir, la culture et les loisirs .

## Services en bibliothèque
Les services offerts par la bibliothèque de Saint-Léonard sont les mêmes que ceux proposés par l’ensemble du réseau des bibliothèques de Montréal. Elle se distingue grâce à sa participation au Programme de prêt d’instruments de musique de la Financière Sun Life. Elle offre ses services également à la Maison des amis des aînés, au pavillon hexagonal du parc Ladauversière. De plus, elle a ajouté le prêt de jeux de société dans la section des jeunes, le prêt de fauteuils roulants ainsi que le prêt de loupes numériques .

## Trait d’union

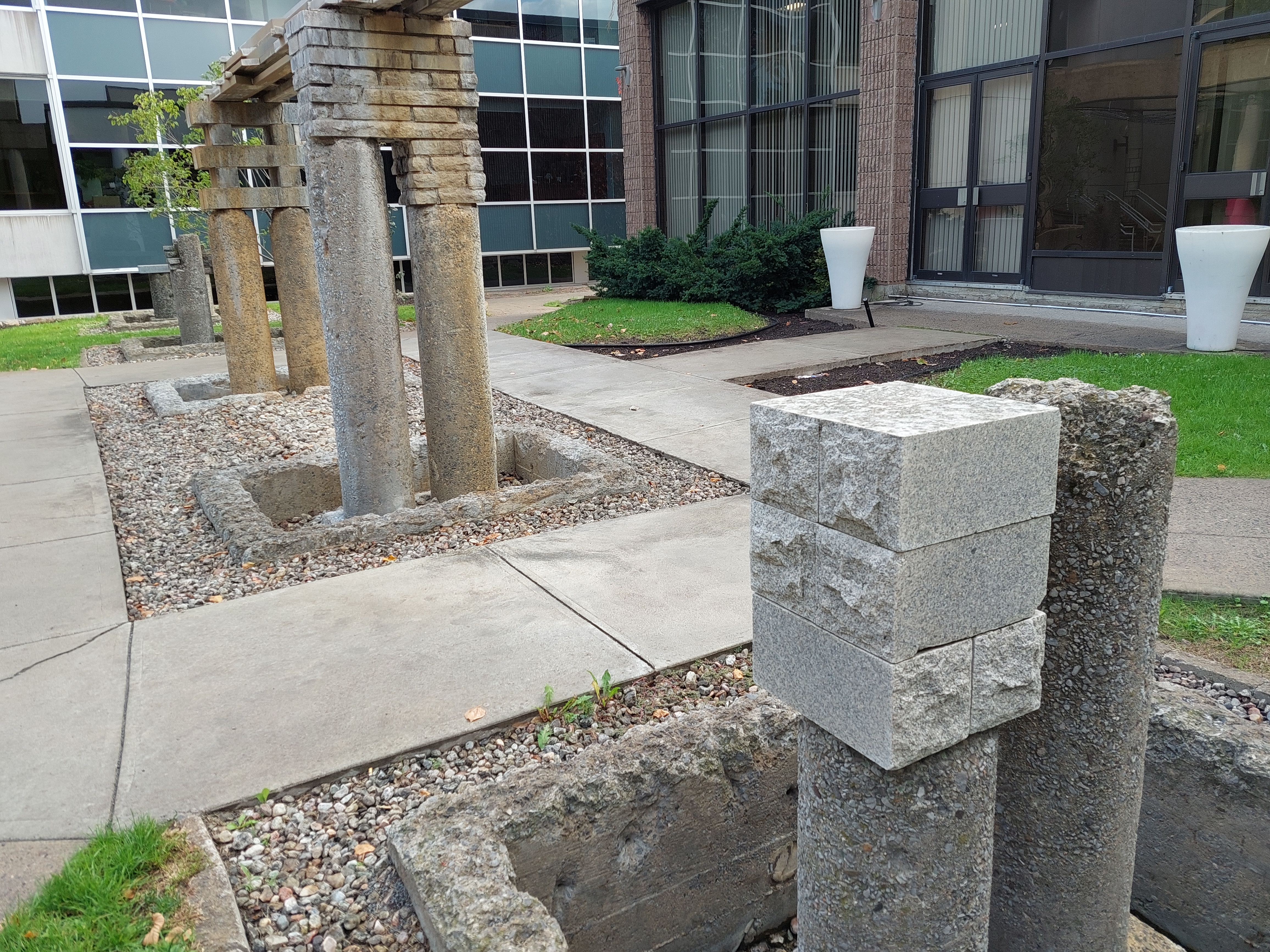
Trait d’union en octobre 2021

Pendant l'expansion de 1984, on y installe l’œuvre intitulée Trait d’union de Michel Goulet, conformément à la Politique d'intégration des arts à l'architecture du Québec. Située à la place Roger-Nantel, cette sculpture-fontaine est érigée face à la bibliothèque et à la mairie de l’arrondissement. Localisée entre ces deux institutions, elle permet de les relier entre elles répondant ainsi à l’intention de l’artiste tout en donnant tout son sens au titre de l'œuvre.